# よゐこと麻衣子のおたっくすくらぶ・チベそろ
よゐこと麻衣子のおたっくすくらぶ・チベそろ（よいことまいこのおたっくすくらぶ・チベそろ）は、TOKYO FM制作で、1994年4月から1995年3月まで放送されていたラジオ番組。

## 概要
TOKYO FMをキー局とするのJFN加盟のFM局のうち、9局で放送されていた。放送時間は毎週日曜日21:00 - 21:55 (JST)。
パーソナリティはよゐこと菊池麻衣子。松下電器（Panasonic）の一社提供。
当時パナソニックブランドの家庭用FAX「おたっくす」を介したコミュニケーション番組として放送。ネタ投稿中心に菊池がここで一曲と言って曲がかかる内容。面白いネタには「よゐこと麻衣子の裏ビデオ」が送られていた。ちなみに「チベそろ」とは“チベットのそろばん塾”の略である。

## エンディングテーマ
「パッシング・ドリーム/SPECTRUM」

## コーナー
- 学校の巣の上で[3]
- カーネルの伝説[3]
- ツッコミ歌合戦[3]
- 何でも週間ランキング[4]

## ネット局
（）
- Air-G'（FM北海道）
- FM山形
- FM仙台
- K-mix（FM静岡）
- FM AICHI
- FM大阪
- FM山陰
1994年4月〜1994年9月は毎週土曜日 21:00〜21:55、1994年10月以降は毎週日曜日 21:00〜21:55。
- 広島FM
- FM福岡
放送時間は特記されているもの以外は全局同じ、毎週日曜日 21:00〜21:55。